# Fernando Belluschi
Fernando Daniel Belluschi (Los Quirquinchos, Santa Fe, 10 de septiembre de 1983) es un futbolista argentino que juega como mediocampista. Actualmente juega en la Asociación Atlética Estudiantes de la Primera Nacional.

## Trayectoria

### Newell's Old Boys
Luego de realizar parte de sus divisiones inferiores en el Club Atlético Federación de su ciudad natal, arribó al Club Atlético Newell's Old Boys. Allí completó su formación hasta debutar en la Primera División Argentina el 8 de septiembre de 2002. En el segundo semestre de 2004 obtuvo su primer campeonato con Newell's de la mano de Américo Gallego: el Torneo Apertura 2004 siendo una de las figuras de ese torneo junto con Ariel Ortega, Guillermo Marino y Justo Villar.
Simultáneamente a la obtención del campeonato, Boca Juniors compró el 50% de los derechos federativos y económicos tanto suyos como de su compañero de equipo Ezequiel Garay.

### River Plate
Belluschi continuó en Newell's Old Boys hasta julio de 2006 cuando debía pasar a Boca Juniors, pero River Plate, que ya estaba interesado en él desde fines del 2005, le acercó al presidente de Newell's Old Boys los cinco millones de dólares en los que el futbolista estaba tasado, por lo cual River Plate se quedó con el 100% del pase en cuanto a derechos federativos y el 80% de los económicos y el 20% restante los retuvo Newell's Old Boys para recibir parte del dinero de una futura venta.
En 2006, Belluschi se integró rápidamente a su nuevo equipo. Futbolísticamente se asoció con el delantero Gonzalo Higuaín, luego transferido al Real Madrid, y colaboró con asistencias y goles durante todo el Torneo Apertura 2006, donde marcó 4 goles. 
El 8 de octubre de 2006 jugó su primer superclásico del fútbol argentino siendo capitán de River Plate y ganando 3-1 a Boca Juniors donde Belluschi y Gonzalo Higuaín tuvieron un partido consagratorio en el Monumental. Belluschi siendo el conductor de River Plate y con intervención en los tres goles del conjunto millonario, primero a través de una jugada preparada en pelota parada de la cual vendría el gol de taco de Higuaín, luego armando una pared con Higuaín el cual terminaría eludiendo al arquero Aldo Bobadilla convirtiendo así el segundo gol y por último otorgando una asistencia espectacular al delantero Ernesto Farías estampando el 3-1 definitivo del partido, en lo que sería una tarde soñada para el conjunto riverplatense. En su estadía por River Plate, Belluschi fue un gran protagonista de los Superclásicos.
Durante el Torneo Clausura 2007 anotó 2 goles, alternó titularidad con suplencia y pasó por varias posiciones. Sin embargo, a pesar de haber tenido un campeonato irregular, aportó al equipo goles que ayudaron a definir encuentros. Ya en el Torneo Apertura 2007 anotó 6 goles, Belluschi recuperó plena titularidad en el equipo riverplatense. El 23 de enero de 2007, el técnico por ese entonces de River Plate, Daniel Alberto Passarella lo tasó hipotéticamente en 30 o 40 millones de dólares para explicar el potencial que veía en su dirigido.
Fue un baluarte para el equipo durante su paso y es recordado como uno de los mejores jugadores que pasaron por las arcas del club en los últimos 10 años por su exquisita calidad, su potente tiro de media distancia y su gran visión de juego.

### Olympiakos
En diciembre de 2007, Belluschi es transferido al Olympiacos FC de Grecia, operación en la cual el club europeo pagó 6,5 millones de euros.

### FC Porto
En el mes de julio de 2009, el FC Porto de Portugal comunica mediante su página oficial la contratación del volante ofensivo, por 5 millones de euros para obtener el 50% de sus derechos deportivos, antes pertenecientes a su anterior club, Olympiacos FC. Su contrato inicial constaba de una firma por cuatro temporadas (hasta 2013), con una cláusula de rescisión de 30 millones de euros.
El Olympiacos FC se vio obligado a negociar a Belluschi ante semejante suma de dinero, que fue desembolsada por el club portugués al necesitar reemplazar a Lucho González, transferido entonces al Olympique de Marsella.

### Génoa C.F.C.
Tras más de 100 partidos y 9 goles convertidos, fue cedido al Genoa CFC, donde jugó un total de 14 partidos y convirtió un gol.

### Bursaspor

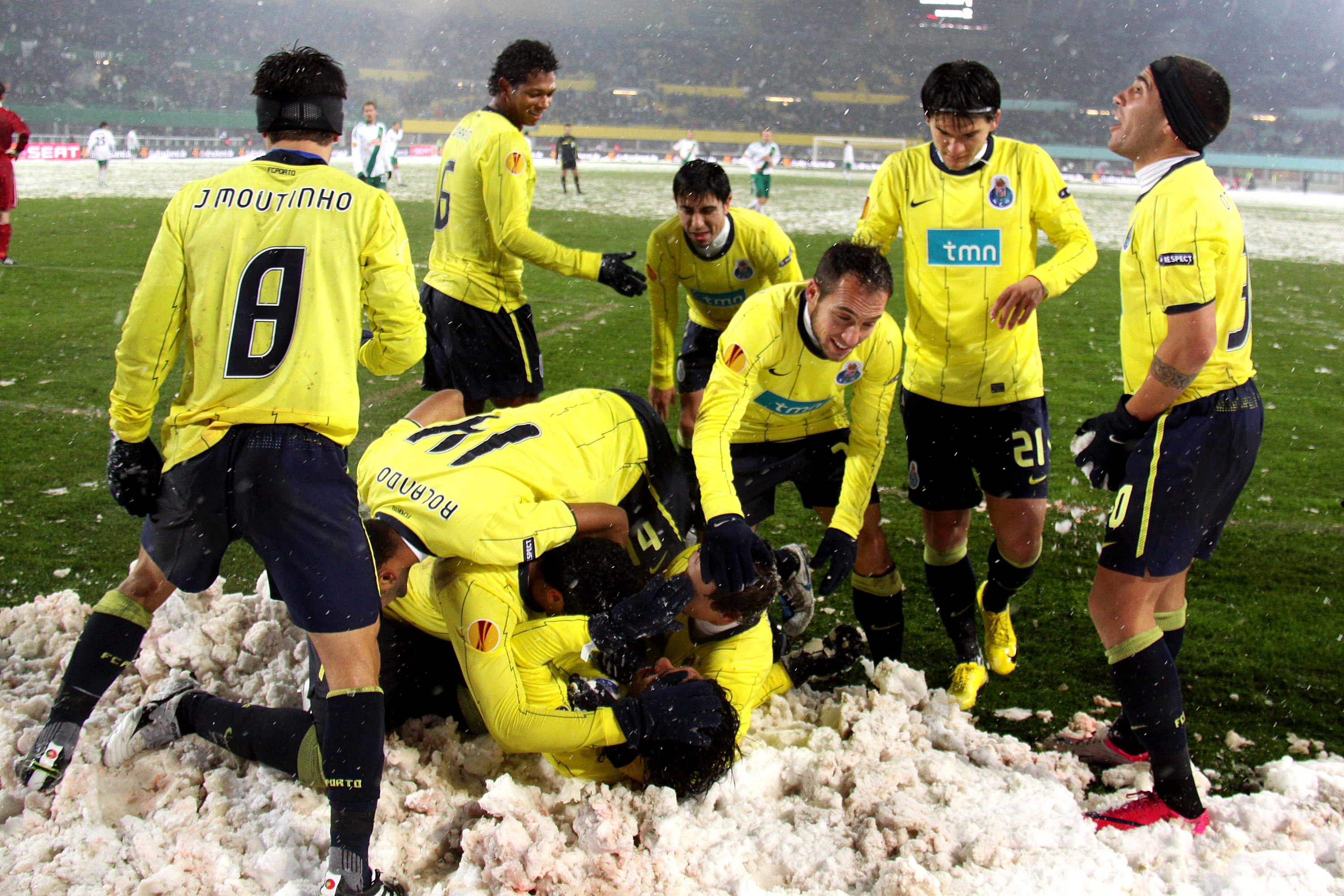
Belluschi celebrando la obtención de la Europa League junto a sus compañeros del FC Porto.

Tras una breve negociación, el club Bursaspor de Turquía adquirió el pase de Belluschi en 2,5 millones de euros. En Bursa se convierte en un referente del mediocampo, cumpliendo actuaciones muy destacadas y marcando goles importantes. A su llegada se convierte en socio natural del argentino Pablo Batalla convirtiéndose en la dupla preferida de la hinchada. En el año 2015 de su mano y bajo la dirección del mítico Şenol Güneş alcanza la final de la Copa de Turquía 2014-15 tras eliminar en una goleada de visitante al poderoso Fenerbahçe S.K. Por su juego destacado a lo largo de la temporada es galardonado por BSM como el jugador argentino en Turquía del año, recibiendo un cariñoso premio en el estadio del Bursaspor. Al final de la temporada emigra, dejando el recuerdo en la hinchada bursalí de su paso integrando el mejor plantel luego del plantel campeón del 2010, junto con estrellas como Volkan Şen, Fernandao, Josué, Özan Tufan, Renato Civelli y otros.

### Cruz Azul
El 10 de julio de 2015 se anuncia repentinamente su fichaje tras la salida de Mauro Formica a Newell's Old Boys firmando un contrato de 3 años.
El 9 de diciembre se confirma que no seguirá en el equipo cementero, ya que no entró en planes del entrenador previo al Clausura 2016.

### San Lorenzo

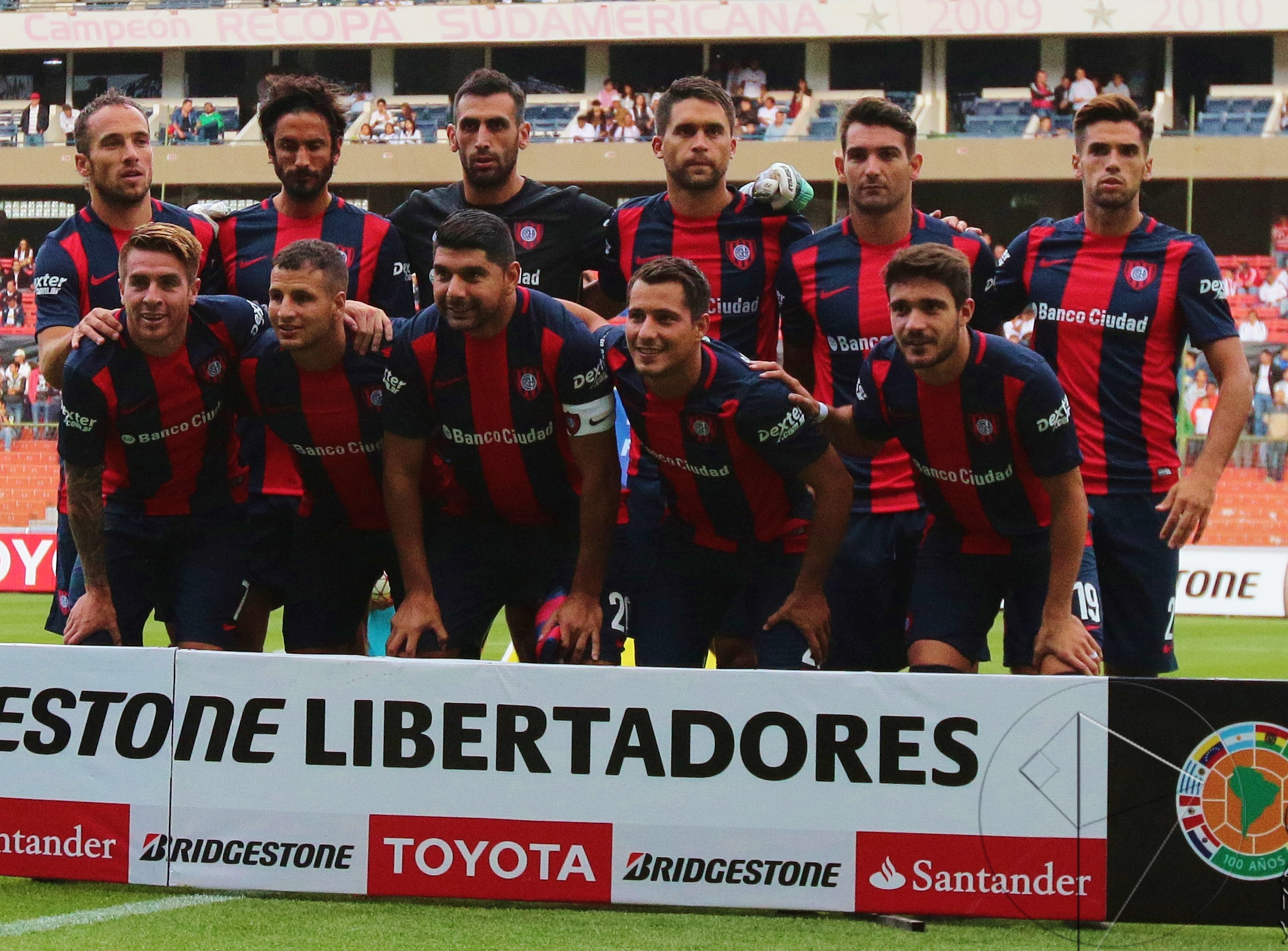
Arriba a la izquierda, Belluschi para la foto con el resto del equipo de San Lorenzo.

El 26 de enero de 2016, es traído por Pablo Guede como agente libre; para enfrentar el 2016 con muchos objetivos en mente.
Su primer partido en el club fue por la primera fecha del Torneo de Transición 2016, que terminó en empate 2-2 frente a Patronato. Habiendo disputado solo un par de partidos, se convirtió en uno de los pilares fundamentales de San Lorenzo. 
En la final de la Supercopa Argentina contra Boca Juniors, marcó un gol notable para romper el cero, en un partido que culminaría con victoria 4-0 a favor y donde Belluschi fue elegido la figura de ese partido, consagrándose el club de Boedo campeón de dicha competición. Más adelante marcaría el tanto de San Lorenzo en el clásico ante Huracán que culminaría empate en 1 en el Estadio Tomas Adolfo Ducó y también en la victoria ante Belgrano que gracias a su gol el Ciclón dio vuelta un partido difícil y ganó 3-2 en el Nuevo Gasómetro.
Después de que el equipo tuviera una sensacional remontada de siete victorias consecutivas desde aquel partido con Belgrano, el 29 de mayo de 2016, disputaría la final del Campeonato de Primera División. El partido sería muy distinto a los últimos partidos que estuvo disputando el equipo, siendo Belluschi junto con algún otro compañero más, los únicos que tendrían una aceptable labor después de la derrota por 4-0 frente a Lanús.
En el último partido frente a Flamengo en el Nuevo Gasómetro correspondiente a la fase de grupos de la Copa Libertadores 2017, San Lorenzo llegaba con la imperiosa necesidad de un triunfo para pasar de fase. Belluschi convierte el gol de la victoria 2-1 a los 92 minutos del partido, el cual le daría (luego de 2 años de no llegar a esa instancia), el pase directo a los octavos de final de la Copa Libertadores 2017. 
En el partido de ida en Ecuador frente al Emelec por los octavos de final de la Copa Libertadores 2017, Belluschi volvería a marcar un gol de tiro libre dándole a San Lorenzo la victoria 1-0, lo cual serviría para llegar a la instancia decisiva por penales ya que el partido de vuelta Emelec lo ganaría 1-0 en el Nuevo Gasómetro y en donde San Lorenzo se lograba imponer 5-4 por penales y así acceder a los cuartos de final de la Copa Libertadores 2017.

## Selección Argentina
En 2005, cuando todavía era parte del Club Atlético Newell's Old Boys, José Pekerman lo convocó a la selección de Argentina para un encuentro amistoso contra la selección de México.
En 2007, fue convocado por Alfio Basile para un encuentro amistoso frente a la selección de Chile. Fue convocado también para disputar dos encuentros de las Eliminatorias de Sudáfrica 2010 enfrentando a la selección de Chile y la selección de Venezuela.
En 2016, fue convocado por Edgardo Bauza para disputar dos encuentros de las Eliminatorias de Rusia 2018 enfrentando a la selección de Brasil y la selección de Colombia. 
En 2017, fue convocado por Jorge Sampaoli para disputar dos encuentros amistosos preparatorios para la Copa Mundial de Rusia 2018 enfrentando a la selección de Rusia y a la selección de Nigeria.

## Estadísticas
- Actualizado hasta el 19 de diciembre de 2020.

| Club                                   | Div.                | Temporada           | Liga  | Liga  | Liga   | Copas Nacionales | Copas Nacionales | Copas Nacionales | Torneos Internacionales | Torneos Internacionales | Torneos Internacionales | Otras competiciones(3) | Otras competiciones(3) | Otras competiciones(3) | Total | Total | Total  | Media goleadora(3) |
| Club                                   | Div.                | Temporada           | Part. | Goles | Asist. | Part.            | Goles            | Asist.           | Part.                   | Goles                   | Asist.                  | Part.                  | Goles                  | Asist.                 | Part. | Goles | Asist. | Media goleadora(3) |
| -------------------------------------- | ------------------- | ------------------- | ----- | ----- | ------ | ---------------- | ---------------- | ---------------- | ----------------------- | ----------------------- | ----------------------- | ---------------------- | ---------------------- | ---------------------- | ----- | ----- | ------ | ------------------ |
| C. A. Newell's Old Boys Argentina      | 1.ª                 | 2002-03             | 10    | 0     | 0      | —                | —                | —                | —                       | —                       | —                       | —                      | —                      | —                      | 10    | 0     | 0      | 0,00               |
| C. A. Newell's Old Boys Argentina      | 1.ª                 | 2003-04             | 12    | 1     | 1      | —                | —                | —                | —                       | —                       | —                       | —                      | —                      | —                      | 12    | 1     | 1      | 0,08               |
| C. A. Newell's Old Boys Argentina      | 1.ª                 | 2004-05             | 33    | 8     | 7      | —                | —                | —                | —                       | —                       | —                       | —                      | —                      | —                      | 33    | 8     | 7      | 0,24               |
| C. A. Newell's Old Boys Argentina      | 1.ª                 | 2005-06             | 35    | 11    | 6      | —                | —                | —                | 9                       | 0                       | 0                       | —                      | —                      | —                      | 44    | 11    | 6      | 0,25               |
| C. A. Newell's Old Boys Argentina      | Total 1.ª etapa     | Total 1.ª etapa     | 90    | 20    | 14     | 0                | 0                | 0                | 9                       | 0                       | 0                       | 0                      | 0                      | 0                      | 99    | 20    | 14     | 0,20               |
| C. A. River Plate Argentina            | 1.ª                 | 2006-07             | 36    | 6     | 11     | —                | —                | —                | 8                       | 0                       | 1                       | —                      | —                      | —                      | 44    | 6     | 12     | 0,14               |
| C. A. River Plate Argentina            | 1.ª                 | 2007                | 12    | 7     | 5      | —                | —                | —                | 6                       | 0                       | 1                       | —                      | —                      | —                      | 18    | 7     | 6      | 0,39               |
| C. A. River Plate Argentina            | Total club          | Total club          | 48    | 13    | 16     | 0                | 0                | 0                | 14                      | 0                       | 2                       | 0                      | 0                      | 0                      | 62    | 13    | 18     | 0,21               |
| Olympiakos F. C. · Grecia              | 1.ª                 | 2008                | 11    | 1     | 0      | 3                | 0                | 1                | 2                       | 0                       | 0                       | —                      | —                      | —                      | 16    | 1     | 1      | 0,06               |
| Olympiakos F. C. · Grecia              | 1.ª                 | 2008-09             | 25    | 5     | 5      | 6                | 1                | 1                | 8                       | 2                       | 1                       | —                      | —                      | —                      | 39    | 8     | 7      | 0,21               |
| Olympiakos F. C. · Grecia              | Total club          | Total club          | 36    | 6     | 5      | 9                | 1                | 2                | 10                      | 2                       | 1                       | 0                      | 0                      | 0                      | 55    | 9     | 8      | 0,16               |
| F. C. Porto Portugal                   | 1.ª                 | 2009-10             | 27    | 3     | 10     | 9                | 2                | 0                | 4                       | 0                       | 0                       | —                      | —                      | —                      | 40    | 5     | 10     | 0,13               |
| F. C. Porto Portugal                   | 1.ª                 | 2010-11             | 26    | 2     | 6      | 7                | 0                | 4                | 13                      | 1                       | 3                       | —                      | —                      | —                      | 46    | 3     | 13     | 0,07               |
| F. C. Porto Portugal                   | 1.ª                 | 2011                | 16    | 1     | 5      | 5                | 0                | 2                | 6                       | 0                       | 0                       | —                      | —                      | —                      | 27    | 1     | 7      | 0,04               |
| F. C. Porto Portugal                   | Total club          | Total club          | 69    | 6     | 21     | 21               | 2                | 6                | 23                      | 1                       | 3                       | 0                      | 0                      | 0                      | 113   | 9     | 30     | 0,08               |
| Genoa C. F. C. · Italia                | 1.ª                 | 2012                | 14    | 1     | 1      | —                | —                | —                | —                       | —                       | —                       | —                      | —                      | —                      | 14    | 1     | 1      | 0,07               |
| Bursaspor Turquía                      | 1.ª                 | 2012-13             | 30    | 5     | 2      | 3                | 1                | 0                | —                       | —                       | —                       | —                      | —                      | —                      | 33    | 6     | 2      | 0,18               |
| Bursaspor Turquía                      | 1.ª                 | 2013-14             | 27    | 3     | 5      | 9                | 1                | 1                | 1                       | 0                       | 0                       | —                      | —                      | —                      | 37    | 4     | 6      | 0,11               |
| Bursaspor Turquía                      | 1.ª                 | 2014-15             | 32    | 3     | 6      | 9                | 1                | 2                | 1                       | 0                       | 0                       | —                      | —                      | —                      | 42    | 4     | 8      | 0,10               |
| Bursaspor Turquía                      | Total club          | Total club          | 89    | 11    | 13     | 21               | 3                | 3                | 2                       | 0                       | 0                       | 0                      | 0                      | 0                      | 112   | 14    | 16     | 0,13               |
| C. F. Cruz Azul · México               | 1.ª                 | 2015                | 8     | 0     | 2      | —                | —                | —                | —                       | —                       | —                       | —                      | —                      | —                      | 8     | 0     | 2      | 0,00               |
| C. A. San Lorenzo de Almagro Argentina | 1.ª                 | 2016                | 14    | 2     | 4      | 1                | 1                | 1                | 5                       | 0                       | 3                       | —                      | —                      | —                      | 20    | 3     | 8      | 0,15               |
| C. A. San Lorenzo de Almagro Argentina | 1.ª                 | 2016-17             | 26    | 6     | 6      | 4                | 1                | 4                | 13                      | 3                       | 4                       | —                      | —                      | —                      | 43    | 10    | 14     | 0,23               |
| C. A. San Lorenzo de Almagro Argentina | 1.ª                 | 2017-18             | 15    | 2     | 6      | 2                | 0                | 0                | 3                       | 0                       | 0                       | —                      | —                      | —                      | 20    | 2     | 6      | 0,10               |
| C. A. San Lorenzo de Almagro Argentina | 1.ª                 | 2018-19             | 13    | 0     | 1      | 2                | 0                | 1                | 1                       | 0                       | 0                       | —                      | —                      | —                      | 16    | 0     | 2      | 0,00               |
| C. A. San Lorenzo de Almagro Argentina | 1.ª                 | 2019                | 9     | 1     | 2      | —                | —                | —                | 2                       | 0                       | 0                       | —                      | —                      | —                      | 11    | 1     | 2      | 0,10               |
| C. A. San Lorenzo de Almagro Argentina | Total club          | Total club          | 77    | 11    | 19     | 9                | 2                | 6                | 24                      | 3                       | 7                       | 0                      | 0                      | 0                      | 110   | 16    | 32     | 0,15               |
| C. A. Lanús Argentina                  | 1.ª                 | 2020                | 4     | 0     | 1      | 1                | 0                | 0                | 2                       | 0                       | 0                       | —                      | —                      | —                      | 7     | 0     | 1      | 0,00               |
| C. A. Lanús Argentina                  | 1.ª                 | 2020                | —     | —     | —      | 6                | 0                | 0                | 4                       | 0                       | 0                       | —                      | —                      | —                      | 10    | 0     | 0      | 0,00               |
| C. A. Lanús Argentina                  | Total club          | Total club          | 4     | 0     | 1      | 7                | 0                | 0                | 6                       | 0                       | 0                       | 0                      | 0                      | 0                      | 17    | 0     | 1      | 0,00               |
| C. A. Newell's Old Boys Argentina      | 1.ª                 | 2021                | 8     | 0     | 1      | 2                | 0                | 0                | 2                       | 0                       | 1                       | —                      | —                      | —                      | 12    | 0     | 2      | 0,00               |
| C. A. Newell's Old Boys Argentina      | Total club          | Total club          | 98    | 20    | 15     | 2                | 0                | 0                | 11                      | 0                       | 1                       | 0                      | 0                      |                        | 111   | 20    | 16     | 0,18               |
| A. A. Estudiantes Argentina            | 2.ª                 | 2022                | 21    | 2     | 2      | —                | —                | —                | —                       | —                       | —                       | 1                      | 0                      | 0                      | 22    | 2     | 2      | 0,09               |
| A. A. Estudiantes Argentina            | 2.ª                 | 2023                | 21    | 1     | 5      | 1                | 0                | 1                | —                       | —                       | —                       | 3                      | 0                      | 0                      | 25    | 1     | 6      | 0,04               |
| A. A. Estudiantes Argentina            | Total club          | Total club          | 42    | 3     | 7      | 1                | 0                | 1                | 0                       | 0                       | 0                       | 4                      | 0                      | 0                      | 47    | 3     | 8      | 0.06               |
| Total en su carrera                    | Total en su carrera | Total en su carrera | 484   | 71    | 100    | 70               | 8                | 18               | 90                      | 6                       | 14                      | 4                      | 0                      | 0                      | 649   | 85    | 132    | 0.13               |

### Hat-tricks
| 1 | 15 de noviembre de 2005 | Marcelo Bielsa, Rosario  | Newell's Old Boys - Instituto | Gol · Gol · Gol | 5-0 | Primera División de Argentina |
| 2 | 9 de septiembre de 2007 | Monumental, Buenos Aires | River Plate - Vélez Sarsfield | Gol · Gol · Gol | 5-0 | Primera División de Argentina |

## Palmarés

### Campeonatos nacionales
| Título                | Club                         | País      | Año     |
| --------------------- | ---------------------------- | --------- | ------- |
| Primera División      | C. A. Newell's Old Boys      | Argentina | A-2004  |
| Superliga de Grecia   | Olympiakos F. C.             | Grecia    | 2007-08 |
| Copa de Grecia        | Olympiakos F. C.             | Grecia    | 2007–08 |
| Superliga de Grecia   | Olympiakos F. C.             | Grecia    | 2008–09 |
| Copa de Grecia        | Olympiakos F. C.             | Grecia    | 2008–09 |
| Supercopa de Portugal | F. C. Porto                  | Portugal  | 2009    |
| Copa de Portugal      | F. C. Porto                  | Portugal  | 2009–10 |
| Supercopa de Portugal | F. C. Porto                  | Portugal  | 2010    |
| Primeira Liga         | F. C. Porto                  | Portugal  | 2010-11 |
| Copa de Portugal      | F. C. Porto                  | Portugal  | 2010–11 |
| Supercopa de Portugal | F. C. Porto                  | Portugal  | 2011    |
| Supercopa Argentina   | C. A. San Lorenzo de Almagro | Argentina | 2015    |

### Campeonatos internacionales
| Título                 | Equipo (*)                    | Sede       | Año  |
| ---------------------- | ----------------------------- | ---------- | ---- |
| Sudamericano Sub-20    | Selección de Argentina sub-20 | Montevideo | 2003 |
| Liga Europa de la UEFA | F. C. Porto                   | Dublín     | 2011 |

(*) Incluyendo la selección.

### Distinciones individuales
| Distinción                   | Año  |
| ---------------------------- | ---- |
| Futbolista Argentino del Año | 2016 |